# Gwanak-gu
Gwanak-gu är ett av de 25 stadsdistrikten (gu) i Sydkoreas huvudstad Seoul. Det ligger i södra delen av Seoul och gränsar till städerna Anyang och Gwacheon i provinsen Gyeonggi. Berget Gwanak är själva gränsen söder ut och dominerar geografin i distriktet. 
Ursprungligen en del av Siheung, Gyeonggi, överfördes till Seoul med snabb expansion av National Capital Area och dess befolkningstillväxt i 1960-talet. Delat från distriktet Yeongdeungpo-gu och etablerat som ett distrikt 1973, är det nu granne med distrikten Seocho-gu, Dongjak-gu och Geumcheon-gu, och har jurisdiktion över 21 stadsdelar (dong) och deras befolkning på cirka 500 000.

## Administrativ indelning
Det finns tre legala stadsdelar (används för fastighetsregister och adresser); Sillim-dong, Bongcheon-dong och Namhyeon-dong. Dessa är  indelade i totalt 21 administrativa stadsdelar. 
| Legala stadsdelar | Administrativa stadsdelar | Hangul | Hanja                  |
| ----------------- | ------------------------- | ------ | ---------------------- |
| Sillim-dong       | Seowon-dong               | 서원   | 書院                   |
| Sillim-dong       | Sinwon-dong               | 신원   | 新源                   |
| Sillim-dong       | Seorim-dong               | 서림   | 西林                   |
| Sillim-dong       | Nangok-dong               | 난곡   | 蘭谷                   |
| Sillim-dong       | Sinsa-dong                | 신사   | 新士                   |
| Sillim-dong       | Sillim-dong               | 신림   | 新林                   |
| Sillim-dong       | Samseong-dong             | 삼성   | 三聖                   |
| Sillim-dong       | Nanhyang-dong             | 난향   | 蘭香                   |
| Sillim-dong       | Jowon-dong                | 조원   | 棗園                   |
| Sillim-dong       | Daehak-dong               | 대학   | 大學                   |
| Sillim-dong       | Miseong-dong              | 미성   | 美星                   |
| Bongcheon-dong    | Euncheon-dong             | 은천   | 殷川                   |
| Bongcheon-dong    | Seonghyeon-dong           | 성현   | 成賢                   |
| Bongcheon-dong    | Cheongnyong-dong          | 청룡   | 靑龍                   |
| Bongcheon-dong    | Boramae-dong              | 보라매 | hanja-skrivning saknas |
| Bongcheon-dong    | Cheongnim-dong            | 청림   | 靑林                   |
| Bongcheon-dong    | Haengun-dong              | 행운   | 幸運                   |
| Bongcheon-dong    | Nakseongdae-dong          | 낙성대 | 落星垈                 |
| Bongcheon-dong    | Jungang-dong              | 중앙   | 中央                   |
| Bongcheon-dong    | Inheon-dong               | 인헌   | 仁憲                   |
| Namhyeon-dong     | Namhyeon-dong             | 남현   | 南峴                   |